# كلاوديو غولن
كلاوديو غولن (بالإسبانية: Claudio Guillén)‏ هو كاتب إسباني، ولد في 2 سبتمبر 1924 في باريس في فرنسا، وتوفي في 27 يناير 2007 في مدريد في إسبانيا بسبب نوبة قلبية.